# ماري هام
ماري هام (بالإنجليزية: Mary Hamm)‏ هي نبالة أمريكية، ولدت في 12 أبريل 1982.